# هربرت سميث (عالم طبيعة)
هربرت سميث (بالإنجليزية: Herbert Huntingdon Smith)‏ (و. 1851 – 1919 م) هو عالم طبيعة، وعالم حيواني، وعالم حشرات، وعالم نبات، ومستكشف أمريكي، توفي عن عمر يناهز 68 عاماً.